# گرزاسپ
گرزاسپ، گرزاسب یا کرزاسب سپهدار لشکر انوشیروان، که بنا به شاهنامه فردوسی حاکم خراسان بود. گرزاسپ به خاطر نافرمانی از جایگاه برکنار می‌شود. در جلسه‌ای با حضور بزرگان و انوشیروان، موبدی از انوشیروان علت را خواستار می‌شود که انوشیروان آن را نافرمانی از دستور و کمک نکردن به مستمندان می‌داند.
در شاهنامه فردوسی کنار گذاشتن گرزاسپ چنین است:
| دگر گفت کای با خرد گشته جفت   |  | به میدان خراسان سالار گفت   |
| که گرزاسب را باز کرد او ز کار |  | چه گفت اندرین کار او شهریار |
| چنین داد پاسخ که فرمان ما     |  | نورزید و بنهفت پیمان ما     |
| بفرمودمش تا به ارزانیان       |  | گشاید در گنج سود و زیان     |
| کسی کو دهش کاست باشد به کار   |  | بپوشد همه فرّه شهریار        |

که نثر شعر بالا چنین است:
دیگری گفت ای خردمند، بدان که سالار خراسان در میدان گفت: نمی‌دانم که شهریار از گرزاسب چه دید که او را برکنار کرد؟ انوشیروان پاسخ داد که: زیرا گرزاسب به فرمان ما نبود و پیمان ما را بنهفت. من به او بفرمودم تا در گنج را بر تهیدستان بگشاید. لیک او چنین نکرد. پس هر کسی که در کار دَهش بکاهد، با این کار خود فرّه شهریار را خواهد پوشانید.